# Nikolai Gurjewitsch Tschetajew
Nikolai Gurjewitsch Tschetajew (russisch Николай Гурьевич Четаев, englische Transkription Nikolay Gur'yevich Chetaev; * 23. Novemberjul. / 6. Dezember 1902greg. in Karaduli, Ujesd Laischewo; † 17. Oktober 1959 in Moskau) war ein russischer Physiker, Mathematiker und Hochschullehrer.

## Leben
Tschetajew studierte an der Universität Kasan (KGU) mit Abschluss 1924. Nach der dreijährigen Aspirantur bei Dmitri Nikolajewitsch Seiliger wurde er Kandidat der physikalisch-mathematischen Wissenschaften. Es folgte 1929 ein Praktikum am Institut für Aerodynamik der Universität Göttingen.
1930 wurde Tschetajew Professor an der Universität Kasan. Seine Arbeitsgebiete waren die Analytische Mechanik und die Theorie der Differentialgleichungen. Er begründete eine Schule für Theorie der Stabilität der Bewegung in der Nachfolge von Alexander Michailowitsch Ljapunow. Zu den Schülern gehörten Nikolai Nikolajewitsch Krassowski, Joel Giljewitsch Malkin und Walentin Witaljewitsch Rumjanzew. 1932 gründete Tschetajew mit anderen das Kasaner Aeronautik-Institut, dessen Vizedirektor er neben seiner Lehrtätigkeit an der KGU wurde. 1933–1937 leitete er den Lehrstuhl für Aerodynamik des neuen Instituts. 1939 wurde er zum Doktor der physikalisch-mathematischen Wissenschaften promoviert.
1940 wurde Tschetajew Professor der Universität Moskau (bis 1959) und arbeitete daneben im Institut für Mechanik der Akademie der Wissenschaften der UdSSR (AN-SSSR). 1943 wurde er Korrespondierendes Mitglied der AN-SSSR. Er gehörte zu den ersten Mitgliedern des 1956 gegründeten Nationalen Komitees der UdSSR für Theoretische- und Angewandte Mechanik.
Tschetajew war zweimal verheiratet und hatte jeweils einen Sohn aus jeder Ehe. Tschetajew wurde auf dem Moskauer Deutschen Friedhof begraben.

## Ehrungen, Preise, Mitgliedschaften
- Medaille „Für heldenmütige Arbeit im Großen Vaterländischen Krieg 1941–1945“
- Orden des Roten Banners der Arbeit (1945)
- Leninorden (1953)
- Leninpreis (1960 postum) für Arbeiten zur Bewegungsstabilität in der Analytischen Mechanik (1952–1958)